# Чемпионат Российской империи по футболу
Чемпионат Российской империи по футболу — футбольный турнир, дважды проходивший в истории Российской империи под эгидой Всероссийского футбольного союза (ВФС). Проводился среди сборных команд городов. Официально считается разыгранным только турнир 1912 года. Чемпионат 1913 года, по решению ВФС, считается неразыгранным.
Соревнования проводились ежегодно в осенней части спортивного сезона по олимпийской системе.

## Чемпионы и призёры чемпионата
| Год   | Финальная игра  | Финальная игра            | Финальная игра  | Полуфиналисты | Полуфиналисты |
| Год   | Чемпион         | Счет                      | Финалист        | Полуфиналисты | Полуфиналисты |
| ----- | --------------- | ------------------------- | --------------- | ------------- | ------------- |
| 1912  | Санкт-Петербург | 2:2 Переигровка: 4:1      | Москва          | Харьков       | Киев          |
| 1913* | Одесса          | 4:2 результат аннулирован | Санкт-Петербург | Харьков       | Москва        |
| 1914  | не окончен      | не окончен                | не окончен      | не окончен    | не окончен    |

* — Чемпионат считается неразыгранным